# Ciemny pokój
Ciemny pokój – retrospektywny album grupy TZN Xenna, który zawiera nagrania z sesji, prób i koncertów z lat 1982–1987. Pierwotnie wydany na kasecie w 1995 przez firmę Migrena Records. Wznowiony na CD w 2000 roku przez firmę Pop Noise, która uzupełniła go o cztery dodatkowe utwory (bonusy).

## Lista utworów
MC 1995/ MC 2000:
1. "Szarzy ludzie" – 2:26
2. "Black Dog" – 3:57
3. "Puste miasta" – 2:05
4. "Dlaczego?" – 2:22
5. "Politycy" – 3:39
6. "Rewolucja" – 2:21
7. "Anti-Dotum" – 1:07
8. "Paranoja 81 roku" – 1:26
9. "Ajdont" – 2:35
10. "Dlaczego?" – 2:12
11. "Wodzowie" – 2:04
12. "Guma" – 1:08
13. "Religia" – 1:17
14. "Miasto" – 1:59
15. "Demokracja" – 1:36
16. "Zrób coś" – 2:23
17. "Aids" – 2:02
18. "Po to byś się bał" – 1:39
19. "Ola, ola, ola lej" – 1:50
20. "Bankier, oficer, polityk czy ksiądz" – 3:10
21. "Twoja wojna" – 2:00
22. "Dzielna radziecka kobieta" – 2:32
23. "Ksiądz Zygmunt" – 1:59
24. "Gówno" – 4:57

CD 2000:
1. "Gazety mówią" – 1:45
2. "Wasz świat" – 1:31
3. "Dzieci z brudnej ulicy" – 1:49
4. "Ciemny pokój" – 1:46

- Utwory 1-2 nagrano w warszawskim Domu Kultury "Skarpa" w 1982 roku.
- Utwory 3-4 nagrano podczas sesji w W.A.M. w 1982 roku.
- Utwory 5-8 nagrano podczas trasy "Rock Galicja" w 1982 roku.
- Utwory 9-11 nagrano podczas koncertu w Warszawie w 1987 roku.
- Utwory 12-14, 25-28 nagrano podczas warszawskiego festiwalu "Róbrege" w 1985 roku.
- Utwory 15-22 nagrano podczas próby zespołu w warszawskim klubie "Hybrydy" w 1984 roku.
- Utwory 23-24 nagrano na strychu u "Dyni" w 1987 roku ("Zygzak" i "Dynia").

## Twórcy
- Krzysztof "Zygzak" Chojnacki – wokal (1–28)
- Marek "Markus" Kucharski – gitara (1–22, 25–28)
- Tomasz "Gogo Szulc" Kożuchowski – perkusja (1–8)
- Jacek "Sydney" Ziętała - gitara basowa (1–8)
- Andrzej "Falkonetti" Kuszpyt – gitara basowa (9–22, 25–28)
- Dariusz "Dynia" Dynowski – perkusja (9–28)
- Robert "Mionek" Micorek – gitara (9–11)